# Romell Quioto
Romell Quioto (Balfate, 2 agosto 1989) è un calciatore honduregno, attaccante dell'Al-Najma.

## Carriera

### Club
Dopo aver giocato principalmente nel campionato honduregno, con una parentesi in Europa nel 2013 al Wisła Cracovia (solo 11 presenze tra campionato e coppa), il 23 dicembre 2016 viene acquistato dallo Houston Dynamo. Nella stagione 2018 conquista la coppa nazionale con i Dynamo, giocando la finale da titolare e collezionando 4 presenze e due reti in tutto il torneo.
A stagione conclusa, il 20 novembre 2019, passa al Montréal Impact nello scambio che ha visto Víctor Cabrera fare il percorso inverso. Il 19 febbraio 2020 esordisce con i canadesi in Champions League segnando la rete del momentaneo 2-0 contro il Saprissa. Dieci giorni più tardi, realizza la prima rete con i quebecchesi in MLS, nel match vinto contro il N.E. Revolution.

### Nazionale
Ha esordito con la nazionale honduregna nel 2012 ed ha fatto parte della nazionale olimpica alle Olimpiadi di Rio de Janeiro dove ha giocato cinque partite e realizzando una rete.

## Statistiche

### Presenze e reti nei club
Statistiche aggiornate al 22 ottobre 2023.
| Stagione              | Squadra               | Campionato            | Campionato | Campionato | Coppe nazionali | Coppe nazionali | Coppe nazionali | Coppe continentali | Coppe continentali | Coppe continentali | Altre coppe | Altre coppe | Altre coppe | Totale | Totale |
| Stagione              | Squadra               | Comp                  | Pres       | Reti       | Comp            | Pres            | Reti            | Comp               | Pres               | Reti               | Comp        | Pres        | Reti        | Pres   | Reti   |
| --------------------- | --------------------- | --------------------- | ---------- | ---------- | --------------- | --------------- | --------------- | ------------------ | ------------------ | ------------------ | ----------- | ----------- | ----------- | ------ | ------ |
| 2012-2013             | Wisła Cracovia        | EK                    | 9          | 0          | CP              | 2               | 0               |                    | -                  | -                  |             | -           | -           | 11     | 0      |
| 2012-2013             | Vida                  | LIN                   | 13         | 2          |                 | -               | -               |                    | -                  | -                  |             | -           | -           | 13     | 2      |
| ago.-dic. 2013        | Vida                  | LIN                   | 16         | 6          |                 | -               | -               |                    | -                  | -                  |             | -           | -           | 16     | 6      |
| Totale Vida           | Totale Vida           | Totale Vida           | 29         | 8          |                 | -               | -               |                    | -                  | -                  |             | -           | -           | 29     | 8      |
| gen.-giu. 2014        | Olimpia               | LIN                   | 19         | 5          |                 | -               | -               |                    | -                  | -                  |             | -           | -           | 19     | 5      |
| 2014-2015             | Olimpia               | LIN                   | 35         | 17         |                 | -               | -               | CCL                | 5                  | 2                  |             | -           | -           | 40     | 19     |
| 2015-2016             | Olimpia               | LIN                   | 30         | 9          |                 | -               | -               | CCL                | 3                  | 0                  |             | -           | -           | 33     | 9      |
| 2016-2017             | Olimpia               | LIN                   | 12         | 7          |                 | -               | -               | CCL                | 2                  | 2                  |             | -           | -           | 14     | 9      |
| Totale Olimpia        | Totale Olimpia        | Totale Olimpia        | 86         | 38         |                 | -               | -               |                    | 10                 | 4                  |             | -           | -           | 96     | 42     |
| 2017                  | Houston Dynamo        | MLS                   | 22+4       | 7+0        | USOC            | -               | -               |                    | -                  | -                  |             | -           | -           | 26     | 7      |
| 2018                  | Houston Dynamo        | MLS                   | 32         | 6          | USOC            | 4               | 2               |                    | -                  | -                  |             | -           | -           | 36     | 8      |
| 2019                  | Houston Dynamo        | MLS                   | 18         | 2          | USOC            | -               | -               | CCL                | 4                  | 0                  | LC          | 1           | 0           | 23     | 2      |
| Totale Houston Dynamo | Totale Houston Dynamo | Totale Houston Dynamo | 76         | 15         |                 | 4               | 2               |                    | 4                  | 0                  |             | 1           | 0           | 85     | 17     |
| 2020                  | CF Montréal           | MLS                   | 21         | 9          | CC              | -               | -               | CCL                | 4                  | 1                  |             | -           | -           | 25     | 10     |
| 2021                  | CF Montréal           | MLS                   | 19         | 8          | CC              | 1               | 1               |                    | -                  | -                  |             | -           | -           | 20     | 9      |
| 2022                  | CF Montréal           | MLS                   | 25         | 15         | CC              | 1               | 0               | CCL                | 3                  | 1                  |             | -           | -           | 29     | 16     |
| 2023                  | CF Montréal           | MLS                   | 13         | 3          | CC              | 1               | 0               |                    | -                  | -                  | LC          | -           | -           | 14     | 3      |
| Totale CF Montreal    | Totale CF Montreal    | Totale CF Montreal    | 78         | 35         |                 | 3               | 1               |                    | 7                  | 2                  | -           | -           | -           | 88     | 38     |
| Totale carriera       | Totale carriera       | Totale carriera       | 278        | 96         |                 | 9               | 3               |                    | 21                 | 6                  |             | 1           | 0           | 309    | 105    |

### Cronologia presenze e reti in nazionale
| Cronologia completa delle presenze e delle reti in nazionale ― Honduras | Cronologia completa delle presenze e delle reti in nazionale ― Honduras | Cronologia completa delle presenze e delle reti in nazionale ― Honduras | Cronologia completa delle presenze e delle reti in nazionale ― Honduras | Cronologia completa delle presenze e delle reti in nazionale ― Honduras | Cronologia completa delle presenze e delle reti in nazionale ― Honduras | Cronologia completa delle presenze e delle reti in nazionale ― Honduras | Cronologia completa delle presenze e delle reti in nazionale ― Honduras |
| Data                                                                    | Città                                                                   | In casa                                                                 | Risultato                                                               | Ospiti                                                                  | Competizione                                                            | Reti                                                                    | Note                                                                    |
| ----------------------------------------------------------------------- | ----------------------------------------------------------------------- | ----------------------------------------------------------------------- | ----------------------------------------------------------------------- | ----------------------------------------------------------------------- | ----------------------------------------------------------------------- | ----------------------------------------------------------------------- | ----------------------------------------------------------------------- |
| 29-2-2012                                                               | Guayaquil                                                               | Ecuador                                                                 | 2 – 0                                                                   | Honduras                                                                | Amichevole                                                              | -                                                                       | 62’                                                                     |
| 6-3-2014                                                                | San Pedro Sula                                                          | Honduras                                                                | 2 – 1                                                                   | Venezuela                                                               | Amichevole                                                              | -                                                                       | 46’                                                                     |
| 3-9-2014                                                                | Washington                                                              | Honduras                                                                | 2 – 0                                                                   | Belgio                                                                  | Qual. Gold Cup 2015                                                     | -                                                                       |                                                                         |
| 7-9-2014                                                                | Dallas                                                                  | Honduras                                                                | 0 – 1                                                                   | El Salvador                                                             | Qual. Gold Cup 2015                                                     | -                                                                       | 25’                                                                     |
| 10-10-2014                                                              | Tuxtla Gutiérrez                                                        | Messico                                                                 | 2 – 0                                                                   | Honduras                                                                | Amichevole                                                              | -                                                                       | 57’                                                                     |
| 15-10-2014                                                              | Boca Raton                                                              | Stati Uniti                                                             | 1 – 1                                                                   | Honduras                                                                | Amichevole                                                              | -                                                                       | 46’ 50’                                                                 |
| 14-11-2014                                                              | Toyota                                                                  | Giappone                                                                | 6 – 0                                                                   | Honduras                                                                | Amichevole                                                              | -                                                                       | 55’                                                                     |
| 18-11-2014                                                              | Xi'an                                                                   | Cina                                                                    | 0 – 0                                                                   | Honduras                                                                | Amichevole                                                              | -                                                                       | 74’                                                                     |
| 4-2-2015                                                                | San Pedro Sula                                                          | Honduras                                                                | 2 – 3                                                                   | Venezuela                                                               | Amichevole                                                              | -                                                                       | 73’                                                                     |
| 11-2-2015                                                               | Barinas                                                                 | Venezuela                                                               | 2 – 1                                                                   | Honduras                                                                | Amichevole                                                              | -                                                                       | 62’                                                                     |
| 1-7-2015                                                                | Houston                                                                 | Honduras                                                                | 0 – 0                                                                   | Messico                                                                 | Amichevole                                                              | -                                                                       | 82’                                                                     |
| 8-7-2015                                                                | Frisco                                                                  | Stati Uniti                                                             | 2 – 1                                                                   | Honduras                                                                | Gold Cup 2015 - 1º turno                                                | -                                                                       | 63’                                                                     |
| 11-7-2015                                                               | Foxborough                                                              | Honduras                                                                | 1 – 1                                                                   | Panama                                                                  | Gold Cup 2015 - 1º turno                                                | -                                                                       | 87’                                                                     |
| 8-9-2015                                                                | Quito                                                                   | Ecuador                                                                 | 2 – 0                                                                   | Honduras                                                                | Amichevole                                                              | -                                                                       | 65’                                                                     |
| 13-11-2015                                                              | Vancouver                                                               | Canada                                                                  | 1 – 0                                                                   | Honduras                                                                | Qual. Mondiali 2018                                                     | -                                                                       | 55’                                                                     |
| 16-12-2015                                                              | Juticalpa                                                               | Honduras                                                                | 2 – 0                                                                   | Cuba                                                                    | Amichevole                                                              | -                                                                       | 66’                                                                     |
| 27-1-2016                                                               | Managua                                                                 | Nicaragua                                                               | 1 – 3                                                                   | Honduras                                                                | Amichevole                                                              | -                                                                       | 65’                                                                     |
| 10-2-2016                                                               | Città del Guatemala                                                     | Guatemala                                                               | 3 – 1                                                                   | Honduras                                                                | Amichevole                                                              | 1                                                                       | 75’                                                                     |
| 29-3-2016                                                               | San Pedro Sula                                                          | Honduras                                                                | 2 – 0                                                                   | El Salvador                                                             | Qual. Mondiali 2018                                                     | 1                                                                       | 90+3’                                                                   |
| 27-5-2016                                                               | San Juan                                                                | Argentina                                                               | 1 – 0                                                                   | Honduras                                                                | Amichevole                                                              | -                                                                       | 83’                                                                     |
| 24-8-2016                                                               | San Pedro Sula                                                          | Honduras                                                                | 1 – 0                                                                   | Nicaragua                                                               | Amichevole                                                              | -                                                                       |                                                                         |
| 2-9-2016                                                                | San Pedro Sula                                                          | Honduras                                                                | 2 – 1                                                                   | Canada                                                                  | Qual. Mondiali 2018                                                     | 1                                                                       | 70’                                                                     |
| 6-9-2016                                                                | Città del Messico                                                       | Messico                                                                 | 0 – 0                                                                   | Honduras                                                                | Qual. Mondiali 2018                                                     | -                                                                       | 73’                                                                     |
| 8-10-2016                                                               | Belmopan                                                                | Belgio                                                                  | 1 – 2                                                                   | Honduras                                                                | Amichevole                                                              | -                                                                       |                                                                         |
| 2-11-2016                                                               | San Padro Sula                                                          | Honduras                                                                | 5 – 0                                                                   | Belgio                                                                  | Amichevole                                                              | -                                                                       | 46’                                                                     |
| 11-11-2016                                                              | San Pedro Sula                                                          | Honduras                                                                | 0 – 1                                                                   | Panama                                                                  | Qual. Mondiali 2018                                                     | -                                                                       | 60’                                                                     |
| 15-11-2016                                                              | San Pedro Sula                                                          | Honduras                                                                | 3 – 1                                                                   | Trinidad e Tobago                                                       | Qual. Mondiali 2018                                                     | 1                                                                       | 69’                                                                     |
| 24-3-2017                                                               | San José                                                                | Stati Uniti                                                             | 6 – 0                                                                   | Honduras                                                                | Qual. Mondiali 2018                                                     | -                                                                       | 43’                                                                     |
| 8-6-2017                                                                | Città del Messico                                                       | Messico                                                                 | 3 – 0                                                                   | Honduras                                                                | Qual. Mondiali 2018                                                     | -                                                                       | 57’                                                                     |
| 13-6-2017                                                               | Panama                                                                  | Panama                                                                  | 2 – 2                                                                   | Honduras                                                                | Qual. Mondiali 2018                                                     | 1                                                                       | 73’                                                                     |
| 7-7-2017                                                                | Harrison                                                                | Honduras                                                                | 0 – 1                                                                   | Costa Rica                                                              | Gold Cup 2017 - 1º turno                                                | -                                                                       |                                                                         |
| 11-7-2017                                                               | Houston                                                                 | Honduras                                                                | 3 – 0                                                                   | Guyana francese                                                         | Gold Cup 2017 - 1º turno                                                | -                                                                       | 76’                                                                     |
| 14-7-2017                                                               | Frisco                                                                  | Canada                                                                  | 0 – 0                                                                   | Honduras                                                                | Gold Cup 2017 - 1º turno                                                | -                                                                       |                                                                         |
| 20-7-2017                                                               | Glendale                                                                | Messico                                                                 | 1 – 0                                                                   | Honduras                                                                | Gold Cup 2017 - Quarti di finale                                        | -                                                                       | 7’                                                                      |
| 1-9-2017                                                                | Couva                                                                   | Trinidad e Tobago                                                       | 1 – 2                                                                   | Honduras                                                                | Qual. Mondiali 2018                                                     | -                                                                       |                                                                         |
| 5-9-2017                                                                | San Pedro Sula                                                          | Honduras                                                                | 1 – 1                                                                   | Stati Uniti                                                             | Qual. Mondiali 2018                                                     | 1                                                                       | 65’                                                                     |
| 7-10-2017                                                               | San José                                                                | Costa Rica                                                              | 1 – 1                                                                   | Honduras                                                                | Qual. Mondiali 2018                                                     | -                                                                       |                                                                         |
| 10-10-2017                                                              | San Pedro Sula                                                          | Honduras                                                                | 3 – 2                                                                   | Messico                                                                 | Qual. Mondiali 2018                                                     | 1                                                                       |                                                                         |
| 10-11-2017                                                              | San Pedro Sula                                                          | Honduras                                                                | 0 – 0                                                                   | Australia                                                               | Amichevole                                                              | -                                                                       |                                                                         |
| 15-11-2017                                                              | Sydney                                                                  | Australia                                                               | 3 – 1                                                                   | Honduras                                                                | Qual. Mondiali 2018                                                     | -                                                                       | 75’                                                                     |
| 11-10-2018                                                              | Barcellona                                                              | Emirati Arabi Uniti                                                     | 1 – 1                                                                   | Honduras                                                                | Amichevole                                                              | 1                                                                       | 68’                                                                     |
| 16-11-2018                                                              | Tegucigalpa                                                             | Honduras                                                                | 1 – 0                                                                   | Panama                                                                  | Amichevole                                                              | -                                                                       | 80’                                                                     |
| 20-11-2018                                                              | Temuco                                                                  | Cile                                                                    | 4 – 1                                                                   | Honduras                                                                | Amichevole                                                              | -                                                                       | 66’                                                                     |
| 5-6-2019                                                                | Ciudad del Este                                                         | Paraguay                                                                | 1 – 1                                                                   | Honduras                                                                | Amichevole                                                              | -                                                                       | 60’                                                                     |
| 9-6-2019                                                                | Porto Alegre                                                            | Brasile                                                                 | 7 – 0                                                                   | Honduras                                                                | Amichevole                                                              | -                                                                       | 29’                                                                     |
| 17-6-2019                                                               | Kingston                                                                | Giamaica                                                                | 3 – 2                                                                   | Honduras                                                                | Gold Cup 2019 - 1º turno                                                | -                                                                       | 57’                                                                     |
| 21-6-2019                                                               | Houston                                                                 | Honduras                                                                | 0 – 1                                                                   | Curaçao                                                                 | Gold Cup 2019 - 1º turno                                                | -                                                                       | 75’                                                                     |
| 13-7-2021                                                               | Houston                                                                 | Honduras                                                                | 4 – 0                                                                   | Grenada                                                                 | Gold Cup 2021 - 1º turno                                                | 1                                                                       | 64’                                                                     |
| 17-7-2021                                                               | Houston                                                                 | Panama                                                                  | 2 – 3                                                                   | Honduras                                                                | Gold Cup 2021 - 1º turno                                                | 2                                                                       | 71’                                                                     |
| 21-7-2021                                                               | Houston                                                                 | Honduras                                                                | 0 – 2                                                                   | Qatar                                                                   | Gold Cup 2021 - 1º turno                                                | -                                                                       | 26’                                                                     |
| 2-9-2021                                                                | Toronto                                                                 | Canada                                                                  | 1 – 1                                                                   | Honduras                                                                | Qual. Mondiali 2022                                                     | -                                                                       | 42’                                                                     |
| 5-9-2021                                                                | San Salvador                                                            | El Salvador                                                             | 0 – 0                                                                   | Honduras                                                                | Qual. Mondiali 2022                                                     | -                                                                       | 46’                                                                     |
| 8-9-2021                                                                | San Pedro Sula                                                          | Honduras                                                                | 1 – 4                                                                   | Stati Uniti                                                             | Qual. Mondiali 2022                                                     | -                                                                       | 46’                                                                     |
| 16-11-2021                                                              | San José                                                                | Costa Rica                                                              | 2 – 1                                                                   | Honduras                                                                | Qual. Mondiali 2022                                                     | 1                                                                       |                                                                         |
| 27-1-2022                                                               | San Pedro Sula                                                          | Honduras                                                                | 0 – 2                                                                   | Canada                                                                  | Qual. Mondiali 2022                                                     | -                                                                       |                                                                         |
| 30-1-2022                                                               | San Pedro Sula                                                          | Honduras                                                                | 0 – 2                                                                   | El Salvador                                                             | Qual. Mondiali 2022                                                     | -                                                                       | 46’                                                                     |
| 2-2-2022                                                                | Saint Paul                                                              | Stati Uniti                                                             | 3 – 0                                                                   | Honduras                                                                | Qual. Mondiali 2022                                                     | -                                                                       | 46’                                                                     |
| 24-3-2022                                                               | Panama                                                                  | Panama                                                                  | 1 – 1                                                                   | Honduras                                                                | Qual. Mondiali 2022                                                     | -                                                                       | 79’                                                                     |
| 3-6-2022                                                                | Willemstad                                                              | Curaçao                                                                 | 0 – 1                                                                   | Honduras                                                                | CONCACAF Nations League 2022-2023 - 1º turno                            | -                                                                       | cap. 90+5’                                                              |
| 6-6-2022                                                                | San Pedro Sula                                                          | Honduras                                                                | 1 – 2                                                                   | Curaçao                                                                 | CONCACAF Nations League 2022-2023 - 1º turno                            | 1                                                                       | cap.                                                                    |
| 14-6-2022                                                               | San Pedro Sula                                                          | Honduras                                                                | 2 – 1                                                                   | Canada                                                                  |                                                                         | -                                                                       | 65’ 90’                                                                 |
| 24-9-2022                                                               | Miami Gardens                                                           | Argentina                                                               | 3 – 0                                                                   | Honduras                                                                | Amichevole                                                              | -                                                                       | cap. 82’                                                                |
| 28-9-2022                                                               | Houston                                                                 | Honduras                                                                | 2 – 1                                                                   | Guatemala                                                               | Amichevole                                                              | -                                                                       | 82’                                                                     |
| 22-3-2023                                                               | Los Angeles                                                             | Honduras                                                                | 1 – 0                                                                   | El Salvador                                                             | Amichevole                                                              | -                                                                       | 80’                                                                     |
| 28-3-2023                                                               | Toronto                                                                 | Canada                                                                  | 4 – 1                                                                   | Honduras                                                                | CONCACAF Nations League 2022-2023 - 1º turno                            | -                                                                       | cap. 68’                                                                |
| 12-10-2023                                                              | Santo Domingo                                                           | Cuba                                                                    | 0 – 0                                                                   | Honduras                                                                | CONCACAF Nations League 2023-2024 - 1º turno                            | -                                                                       | 46’                                                                     |
| 15-10-2023                                                              | Tegucigalpa                                                             | Honduras                                                                | 4 – 0                                                                   | Cuba                                                                    | CONCACAF Nations League 2023-2024 - 1º turno                            | 1                                                                       | 62’                                                                     |
| 21-3-2025                                                               | Devonshire                                                              | Bermuda                                                                 | 3 – 5                                                                   | Honduras                                                                | Qual. Gold Cup 2025                                                     | 2                                                                       |                                                                         |
| 25-3-2025                                                               | Tegucigalpa                                                             | Honduras                                                                | 2 – 0                                                                   | Bermuda                                                                 | Qual. Gold Cup 2025                                                     | -                                                                       | 75’                                                                     |
| 7-6-2025                                                                | George Town                                                             | Isole Cayman                                                            | 0 – 1                                                                   | Honduras                                                                | Qual. Mondiali 2026                                                     | -                                                                       | 46’                                                                     |
| 10-6-2025                                                               | Tegucigalpa                                                             | Honduras                                                                | 2 – 0                                                                   | Antigua e Barbuda                                                       | Qual. Mondiali 2026                                                     | -                                                                       | 73’                                                                     |
| 17-6-2025                                                               | Vancouver                                                               | Canada                                                                  | 6 – 0                                                                   | Honduras                                                                | Gold Cup 2025 - 1º turno                                                | -                                                                       | 81’                                                                     |
| 21-6-2025                                                               | Houston                                                                 | Honduras                                                                | 2 – 0                                                                   | El Salvador                                                             | Gold Cup 2025 - 1° turno                                                | 1                                                                       |                                                                         |
| 24-6-2025                                                               | San Jose                                                                | Honduras                                                                | 2 – 1                                                                   | Curaçao                                                                 | Gold Cup 2025 - 1° turno                                                | -                                                                       | 88’                                                                     |
| 28-6-2025                                                               | Glendale                                                                | Panama                                                                  | 1 – 1 (4 – 5 dtr)                                                       | Honduras                                                                | Gold Cup 2025 - Quarti di finale                                        | -                                                                       | 66’                                                                     |
| 2-7-2025                                                                | Santa Clara                                                             | Messico                                                                 | 1 – 0                                                                   | Honduras                                                                | Gold Cup 2025 - Semifinale                                              | -                                                                       | 71’                                                                     |
| Totale                                                                  |                                                                         | Presenze                                                                | 75                                                                      |                                                                         | Reti (9º posto)                                                         | 17                                                                      |                                                                         |

## Palmarès

### Competizioni nazionali
- Campionato honduregno: 3

Olimpia: 2014 Clausura, 2015 Clausura, 2016 Clausura
- Copa de Honduras: 1

Olimpia: 2015
- Lamar Hunt U.S. Open Cup: 1

Houston Dynamo: 2018
- Canadian Championship: 1

CF Montréal: 2021